# 5675 Evgenilebedev
5675 Evgenilebedev eller 1986 RY5 är en asteroid i huvudbältet som upptäcktes den 7 september 1986 av den ryska astronomen Ljudmila Tjernych vid Krims astrofysiska observatorium på Krim. Den är uppkallad efter den sovjetisk-ryske skådespelaren Jevgenij Lebedev (1917–1997).
Asteroiden har en diameter på ungefär fyra kilometer och tillhör asteroidgruppen Vesta.